# Đại sứ quán Cuba tại Ottawa
Đại sứ quán Cuba tại Ottawa là cơ quan đại diện ngoại giao của Cộng hòa Cuba tại Ottawa, Ontario, Canada. Đại sứ quán này tọa lạc tại số 388 Main Street ở Old Ottawa East.

## Lịch sử
Quan hệ ngoại giao giữa Canada và Cuba bắt đầu vào năm 1945 và không bị cuộc Cách mạng Cuba làm cho gián đoạn.
Đại sứ quán Cuba ban đầu tọa lạc tại số 690 Island Park Drive và sau đó chuyển đến phố Chapel ở Sandy Hill. Trong nhiều năm, địa điểm phố Chapel là mục tiêu của những vụ tấn công khủng bố liên tục của các nhóm chống Castro có trụ sở tại Mỹ. Cuộc tấn công đầu tiên là một quả bom tự chế làm từ đạn bazooka phát nổ vào ngày 22 tháng 9 năm 1966. Nó chỉ gây ra thiệt hại nhỏ cho đại sứ quán, thổi bay cửa sổ của đại sứ quán và nhiều ngôi nhà gần đó và tạo ra một hố trên vỉa hè. Năm 1968, đại sứ quán chuyển đến một dinh thự bằng đá tại số 700 Echo Drive ở Old Ottawa South, nơi từng xảy ra một cuộc tấn công bất thành khác vào năm 1974. Đại sứ quán chuyển đến địa điểm kiên cố hiện tại vào năm 1977.
Chiến dịch ném bom này sẽ tiếp tục cho đến năm 1980 khi đại sứ quán và lãnh sự quán Cuba tại Montreal liên tục bị tấn công. Hầu hết các cuộc tấn công này đều nhỏ và được lên kế hoạch kém, chỉ có một người thiệt mạng: Sergio Pérez Castillo, người đã thiệt mạng khi lãnh sự quán ở Montreal bị đánh bom vào năm 1972.
Cuba còn duy trì văn phòng Tổng Lãnh sự quán tại Toronto và Montreal.